# Paraplea puella
Paraplea puella är en insektsart som först beskrevs av Barber 1923.  Paraplea puella ingår i släktet Paraplea och familjen dvärgryggsimmare. Inga underarter finns listade i Catalogue of Life.